# Oscar Montelius

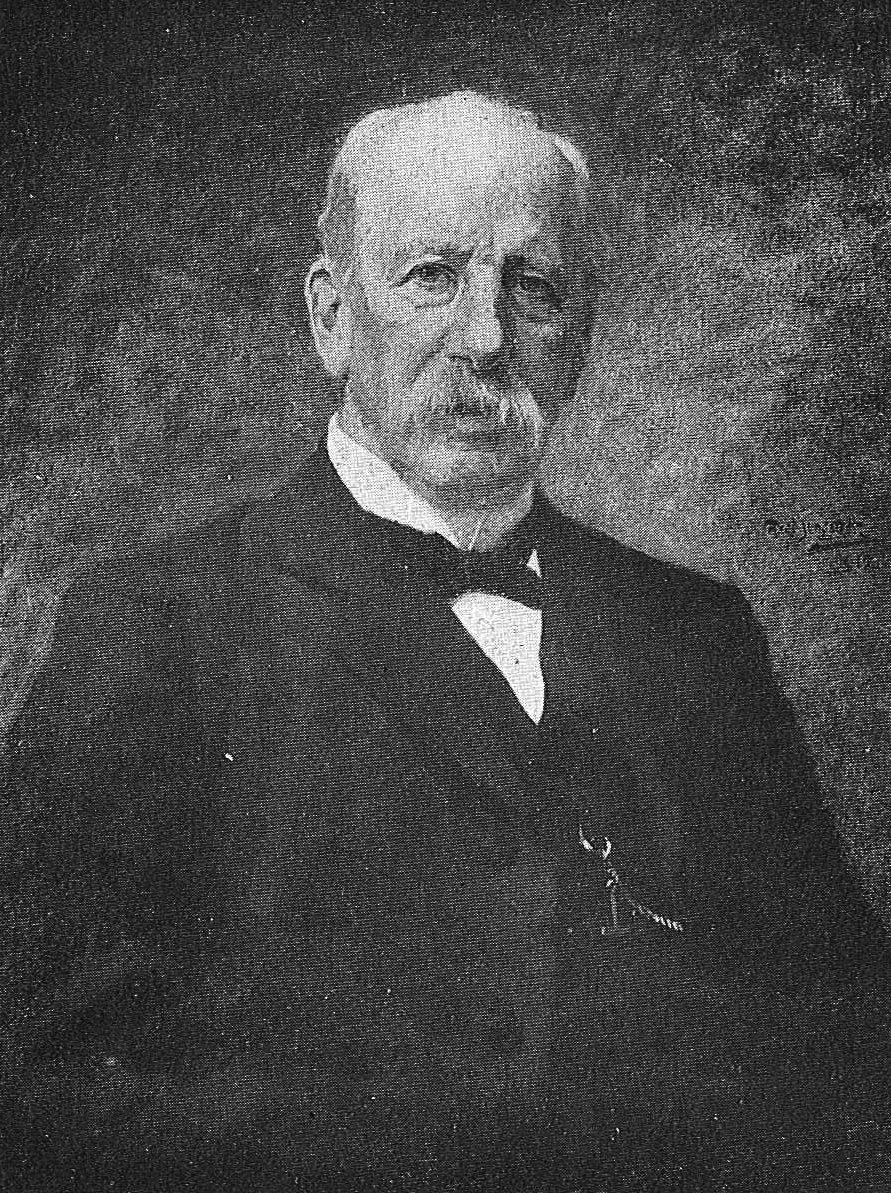
Oscar Montelius målad av Axel Jungstedt.

Gustaf Oscar Augustin Montelius, född 9 september 1843 i Stockholm, död 4 november 1921 i Stockholm, var en svensk arkeolog och riksantikvarie. Han var ledamot av Svenska Akademien 1917–1921 på stol nummer 18.
Montelius var son till hovrättsrådet Oscar Augustin Montelius och Klara Norin. De tillhörde släkten Montelius från Uppland. Under hela sitt liv var han bosatt på Sankt Paulsgatan 11 på Södermalm i Stockholm och en minnesplatta är uppsatt över honom på gaveln av hans 1700-talshus, mot Ragvaldsgatan. Monteliusvägen, nära födelsehuset, samt Monteliusgatan i Göteborg (Kvillebäcken) är uppkallade efter honom. Hans hustru var feministen och filantropen Agda Montelius, född Reuterskiöld.
Internationellt är Montelius känd för sina arkeologiska arbeten där han, genom att spinna ett nät av dateringar från Norden över hela Europa till Egypten och Asien med deras skrifthistoriska regentlängder, kunde bestämma åldern på skandinaviska föremål från mycket avlägsna tider.

## Levnadshistoria

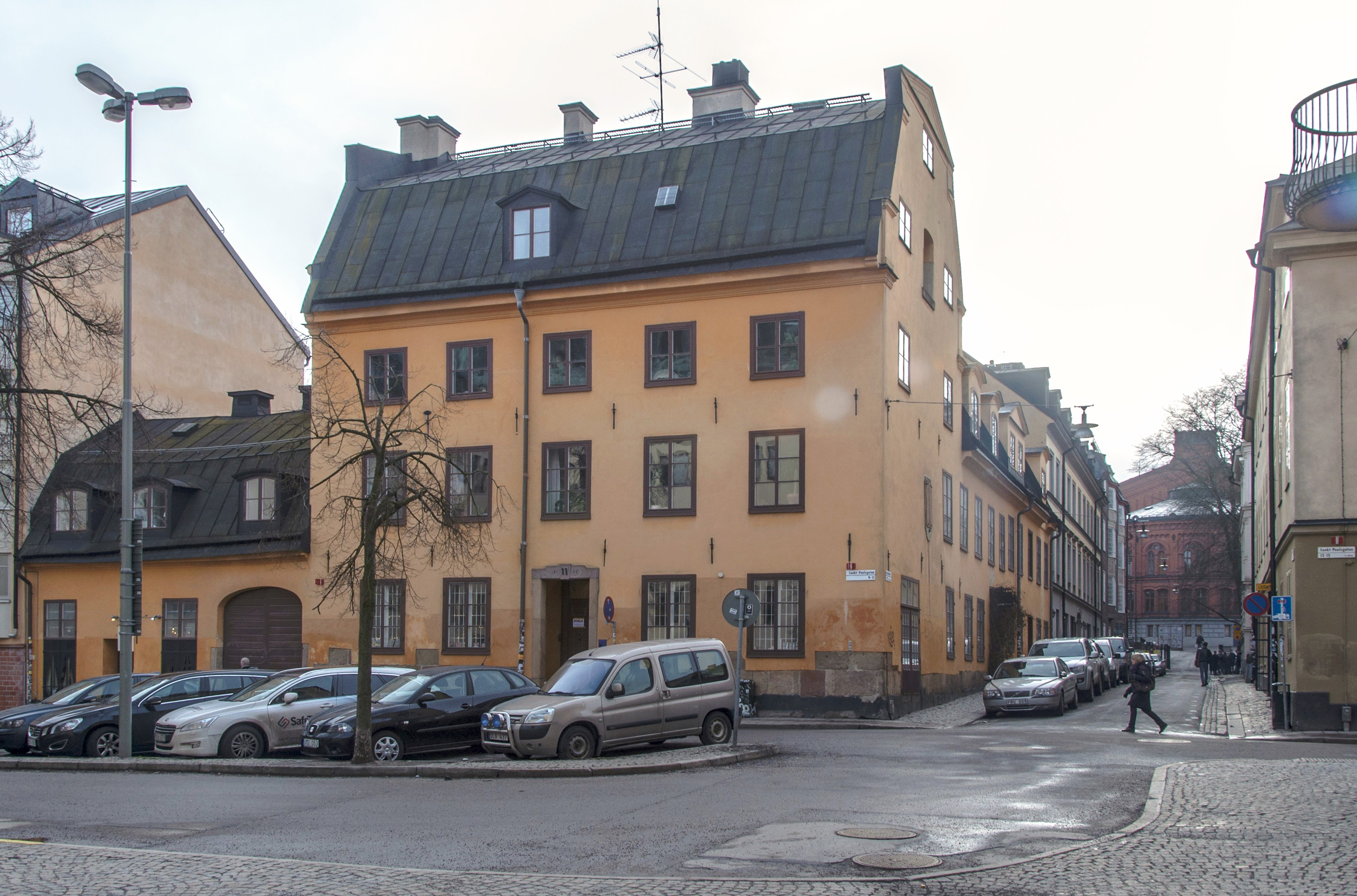
Monteliushuset på S:t Paulsgatan 11

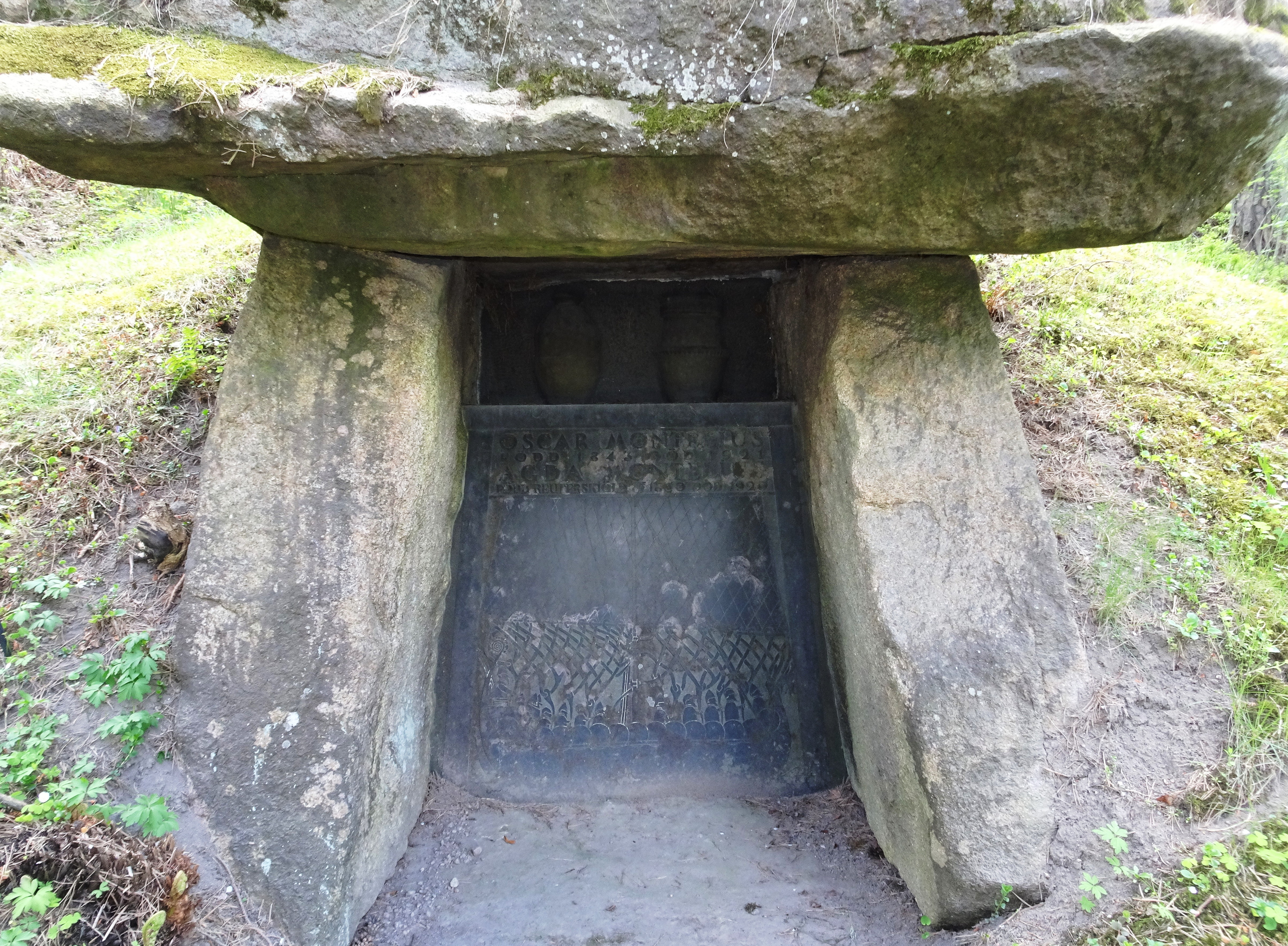
Oscar Montelius gravvård på Norra begravningsplatsen.

Oscar Montelius blev student vid Uppsala universitet 1861 och avlade där 1868 filosofie kandidatexamen och emottog året därpå lagerkransen. Efter att från början av 1863 ha biträtt i Kungliga Vitterhets Historie och Antikvitets Akademien, anställdes han 1868 som extra ordinarie amanuens, där han 1871 utnämndes till andre och 1880 till förste amanuens. År 1877 blev han ledamot av nyss nämnda akademi, 1888 blev Montelius professor vid Vitterhetsakademien med viss föreläsningsskyldighet. Montelius var sedan 1874 sekreterare i Svenska fornminnesföreningen och tog verksam del i stiftandet och utvecklingen av Antropologiska sällskapet i Stockholm samt var dessutom ledamot av ett ovanligt stort antal lärda samfund i Sverige och utlandet. År 1895 blev han ledamot av Kungliga Vetenskapsakademien, 1901 av Vetenskapssocieteten i Uppsala och 1906 filosofie hedersdoktor i Greifswald. Åren 1907–1913 arbetade han som riksantikvarie, blev 1910 juris hedersdoktor i Glasgow och 1911 filosofie hedersdoktor i Kristiania. Hedersledamot av Vetenskapssocieteten i Lund (HedLVSL)
Montelius verksamhet kom att få grundläggande betydelse inte bara för nordisk arkeologi utan för förhistorisk forskning i hela världen. Med utgångspunkt i Christian Jürgensen Thomsens treperiodssystem och senare undersökningar av bland annat Jens Jacob Worsaae byggde Montelius upp en fast kronologi för att datera de många fornfynd som dittills varit odaterade. Montelius arbetsmetod grundade sig på den av honom och Bror Emil Hildebrand samtidigt uppfunna typologin.
Montelius for ständigt på forskningsresor i Sverige, liksom vidsträckta utländska studiefärder, delvis som Letterstedtsk stipendiat. Under åren 1869–1885 besökte han sålunda alla europeiska länder förutom de i Grekland och Turkiet, varjämte han deltog i en mängd arkeologiska kongresser och möten. Montelius var även en populär föredragshållare.
År 1871 erhöll han Vitterhetsakademiens stora pris för sitt svar på ett av akademiens tävlingsämnen och 1885 av Svenska akademien Carl XIV Johans pris för sin vetenskapliga verksamhet. Åren 1874–1880 redigerade Montelius Bidrag till kännedom om Göteborgs och Bohus läns fornminnen och historia, från och med 1875 Svenska fornminnesföreningens tidskrift och 1880 Nordisk tidskrift.
Oscar Montelius var bror till Henning Montelius. Han gifte sig 1871 med Agda Reuterskiöld. Makarna är begravna i en dösliknande grav på Norra begravningsplatsen i Solna kommun.

## Bibliografi

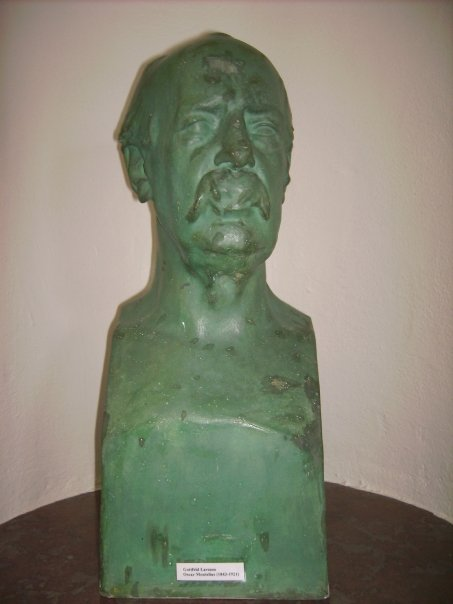
Byst föreställande Oscar Montelius, ett arbete av Gottfrid Larsson.

## Arvet efter Montelius
I samband med 100-årsminnet av hans födelse 1943 utkom ett frimärke med Oscar Montelius bild i valörerna 5 öre grön och 1,20 rosalila.
På 00-talet ifrågasattes Montelius renommé något, främst i Maja Hagermans bok Det rena landet (2006) där hans insatser inom etablerandet av frenologisk och kraniometrisk forskning uppmärksammades. Hagermans syn på Montelius som en av den vetenskapliga rasismens främsta banerförare mötte dock kritik.
2012 publicerade Evert Baudou biografin Oscar Montelius : Om tidens återkomst och kulturens vandringar.

## Priser och utmärkelser
- 1885 – Kungliga priset
- 1888 – Professors namn
- 1895 – Ledamot av Kungliga Vetenskapsakademien
- 1912 – Kommendör med stora korset av Nordstjärneorden

## Arkiv
Oscar Montelius personarkiv förvaras i Antikvarisk-topografiska arkivet (ATA) vid Riksantikvarieämbetet i Stockholm. Arkivet omfattar 15,2 hyllmeter och innehåller bland annat brev och arbetshandlingar.
I ATA förvaras även Montelius–Reuterskiölds samling, vilket är det gemensamma personarkivet för Oscar och Agda Montelius. Det omfattar bland annat brevväxlingen mellan makarna och brev ställda till dem, men också Agda Montelius manuskript, koncept, anteckningar med mera. Det omfattar 11,6 hyllmeter.